# 三濃村
三濃村（みのむら）は、かつて岐阜県恵那郡に存在した村である。
村名は三河国と美濃国の両方に跨っていたことから、一文字ずつを取った合成地名である。村域は美濃三河高原であり、古くから愛知県側との交流が盛んであった。
昭和の大合併の越境合併により、大部分が愛知県東加茂郡旭村（旭町 → 現・豊田市）に編入されたが、一部（横通地区）は岐阜県恵那郡明智町（現・恵那市）に編入されている。

## 大字・字
- 大字：浅谷
- 字：大平、横手、中屋、隠里、井戸洞、平柴、日蔭、ぶさ、土場、青木洞、かをれ、下万場、大屋、下の切、百々平、きびう、小坂、飛腰、中の切、井戸入、瀧の上、下洞、前田、上の切、ひじり平、辻畑、槇の下、若里、若里洞、井の口、宮の前、上平、下平、新戸、上萬場、若里平
- 大字：野原
- 字：赤羽根、山口、阿瀬尾、南洞、田久谷、石畑、名柳、寺坂、藪筬、一色、新田、白坂、川西、井戸洞、城ケ洞、押場、倉久谷、上使、湯船、多幸、上切、岡田、札辻、曾良、大平峯、大平岩、小平岩、梅之郷、水洗、長洞、槇本、樫本、水別、上中、菅の澤、槇の洞、綱所、仲田、上谷久保、羽根、西羽根、猪久保、生田、大羽根、秀澤、玉ケ根、大渚、南平、日影、上貝津、六地蔵、花の木、一本松、木多橋、久々里木、下貝戸、金山、眞坂、丸根、大比良、山野田和、眞名平、中根、大入、宮の前、樋の入、猪の道、栃本、森の入、稲場、宮の洞、捕手、小阿妻、孫女、大砂、尺地、殿畑、野田久保、森下、川端、下切、平田、石原、ちくわご、間瀬口、島崎、小柳、川原、下中
- 大字：横通
- 字：北澤、前洞、中洞、東洞、下洞、柏尾、向平、雨堤、下横手、前田、岩竹坂、しをりど、藤田、渡瀬、颪、乳曾、乳曾洞、すげんとう、岩竹、瀧の口、青柏、西安、梅ケ久保、平柴、下平、横平、土助、澤の尻、大畑、笹久谷、宵、上の切、久原、柳ケ入、はぜいし、瀧坂、長久谷、洞田、才坂、虚澤、中畑、向洞、やさがいと、あづき田、平柴

## 歴史
- 寛正年間(1460～1466年)、三河国加茂郡市場城主の小原鱸(鈴木)氏の鱸藤五郎親信が、足助荘野原郷を、領地を隣接する明知遠山氏へ娘を嫁がせる際に化粧料として美濃国恵那郡に割譲した。
- 江戸時代 - この地域は美濃国恵那郡であり、旗本の明知遠山氏の領地であった。
- 1873年（明治6年） -
  - 一色村、上切村、上中切村、下中切村、下切村、島崎村が合併し、野原村となる。
  - 浅谷村と須淵村が合併し、浅谷村となる。
- 1875年（明治8年） - 才坂村、土助村、安主村、颪村、柏尾村、岩竹村が合併し、横通村となる。
- 1889年（明治22年）7月1日 - 野原村、浅谷村、横通村が合併し、三濃村が発足[2][3][4]。[5]。
- 1955年（昭和30年）4月1日 -
  - 三濃村の大部分（旧・野原村、浅谷村）が愛知県東加茂郡旭村に編入される[6]。
  - 三濃村の一部（旧・横通村）が岐阜県恵那郡明智町に編入される[6]。

## 分割編入の経緯[7]
三濃村が分割・越境編入となったのは、三濃村の北部（旧・横通村）と南部（旧・野原村、浅谷村）が峠で隔たれており、交流面でも北部が明智町、南部が旭村との繋がりが深かったからである。越境合併の場合、様々な問題が発生することが多いのだが、三濃村の場合、住民同士の大きなトラブルは少なく、比較的順調に行われたという。
- 1953年（昭和28年）、岐阜県は三濃村と串原村との合併を計画する。
- 1954年（昭和29年）1月、三濃村は愛知県旭村から合併の申し入れを受け、1月28日には検討を開始する。村は旧・野原村、浅谷村は旭村への合併、旧・横通村は明智町への合併で意見がまとまる。この動きに対し、岐阜県は反対、愛知県は静観の立場をとる。
- 同年9月、三濃村と明智町とで旧・横通村の編入で合意がなされる。同じ頃、岐阜県と三濃村とで数度にわたり話し合いが行われ、県側は越境編入に賛成に方針変更し、1955年4月1日に分割・越境編入に決定する。

## 学校
- 三濃村立三濃中学校（旭村に編入後、旭村立浅野中学校に改称。町制施行で旭町立浅野中学校となった後、1996年に旭町立旭中学校に統合）
- 三濃村立三濃小学校（旭村に編入後、旭村立浅野小学校に改称。町制施行で旭町立浅野小学校となった後、1967年に旭町立小渡小学校に統合）
  - 横通分校